# Дзёляю (река, впадает в Аза-Нел-Лор)
Дзёляю (устар. Дзёля-Ю) — река в России, протекает в Приуральском районе Ямало-Ненецкого АО. Впадает в озеро Аза-Нел-Лор, соединённое с протокой Лаймуламъёган левого берега реки Полуй. Длина реки — 26 км, в 6 км по левому берегу впадает приток Пульяхъегарт.

## Данные водного реестра
По данным государственного водного реестра России относится к Нижнеобскому бассейновому округу, водохозяйственный участок реки — Обь от впадения реки Северная Сосьва до города Салехард, речной подбассейн реки — бассейны притоков Оби ниже впадения Северной Сосьвы. Речной бассейн реки — (Нижняя) Обь от впадения Иртыша.